# Прожекционен апарат
Прожекционният апарат (известен също като проектор или мултимедиен проектор) е оптично устройство, което проектира изображение (или движещи се изображения) върху повърхност, обикновено проекционен екран. Повечето проектори създават изображение, като осветяват светлина през малка прозрачна леща, но някои по-нови видове проектори могат да проектират изображението директно, като използват лазери. Виртуален дисплей на ретината (ретинален проектор) е проектор, който прожектира изображение директно върху ретината, вместо да използва външен проекционен екран.
Най-често срещаният тип проектор, използван днес, се нарича видео проектор (филмов проектор). Видеопроекторите са цифрови заместители за по-ранни видове проектори, като например слайд проектори и overhead projector. Тези по-ранни видове проектори са били заменени предимно с цифрови видеопроектори през 90-те и началото на 2000-те, но на някои места все още се използват стари аналогови проектори. Най-новите видове проектори са ръчни проектори, които използват лазери или светодиоди за проектиране на изображения. Проектирането им е трудно видимо, ако има твърде много светлина.
Киносалоните са използвали тип проектор, наречен филмов проектор, в днешно време най-вече заменен с дигитално кино видео проектори.
|  | Тази страница частично или изцяло представлява превод на страницата Projector в Уикипедия на английски. Оригиналният текст, както и този превод, са защитени от Лиценза „Криейтив Комънс – Признание – Споделяне на споделеното“, а за съдържание, създадено преди юни 2009 година – от Лиценза за свободна документация на ГНУ. Прегледайте историята на редакциите на оригиналната страница, както и на преводната страница, за да видите списъка на съавторите. ВАЖНО: Този шаблон се отнася единствено до авторските права върху съдържанието на статията. Добавянето му не отменя изискването да се посочват конкретни източници на твърденията, които да бъдат благонадеждни. |